# Ptinus bidens
Ptinus bidens là một loài bọ cánh cứng trong họ Ptinidae. Loài này được Olivier miêu tả khoa học năm 1790.